# U 870
U 870 war ein deutsches U-Boot vom Typ IX C/40, das durch die deutsche Kriegsmarine während des U-Boot-Krieges im Zweiten Weltkrieg im Nordatlantik eingesetzt wurde.

## Bau
U 870 wurde am 25. August 1941 als eines von 11 Booten der Klasse IX C bei der Bremer Deschimag-Werft in Auftrag gegeben. Das Boot gehörte zur zwölften Bauserie, die die Boote U 865 bis U 870 umfasste. Es war 76 m lang und hatte einen Durchmesser von 6,84 m. Ein Boot dieses Typs konnte bei Überwasserfahrt eine Geschwindigkeit von 18,3 kn erreichen und fuhr unter Wasser maximal 7,5 kn. Die Kiellegung von U 870 war am 29. April 1943, der Stapellauf erfolgte am 29. Oktober desselben Jahres. Das Boot wurde am 3. Februar 1944 durch Korvettenkapitän Ernst Hechler in Dienst gestellt. Wie viele Boote seiner Zeit trug auch U 870 ein spezifisches Wappen am Turm. Das Bootswappen zeigte einen blauen Greifen auf weißen Grund.

## Einsatz und Geschichte
Das Boot wurde nach der Indienststellung als Ausbildungsboot der 4. Unterseebootsflottille zugeteilt, die in Stettin stationiert war. Am 1. Oktober kam U 870 als Frontboot zur 33. U-Flottille. Von Kiel aus lief Kommandant Hechler im Oktober 1944 zu seiner einzigen Unternehmung mit diesem Boot aus. Das Boot patrouillierte im Nordatlantik und westlich von Gibraltar und wurde in mehrere Gefechte verwickelt. Es gelang Kommandant Hechler, mehrere Schiffe, darunter zwei Kriegsschiffe, zu versenken oder zu beschädigen. Ende Januar 1945 wurde er dafür mit dem Ritterkreuz des Eisernen Kreuzes ausgezeichnet. Im Februar 1945 lief U 870 in Flensburg ein.

## Versenkung
Ende März lag U 870 in Bremen am Kai der Deschimag AG Weser, als es durch Luftstreitkräfte der US Air Force mit Fliegerbomben versenkt wurde.
Alle Besatzungsmitglieder überlebten die Versenkung. Das Wrack von U 870 wurde nach Kriegsende abgebrochen.